# Trakovice
Trakovice (deutsch Tarkowitz, ungarisch Karkóc) ist eine Gemeinde im Westen der Slowakei, mit 1539 Einwohnern (Stand 31. Dezember 2024), die zum Okres Hlohovec, einem Teil des Trnavský kraj gehört.

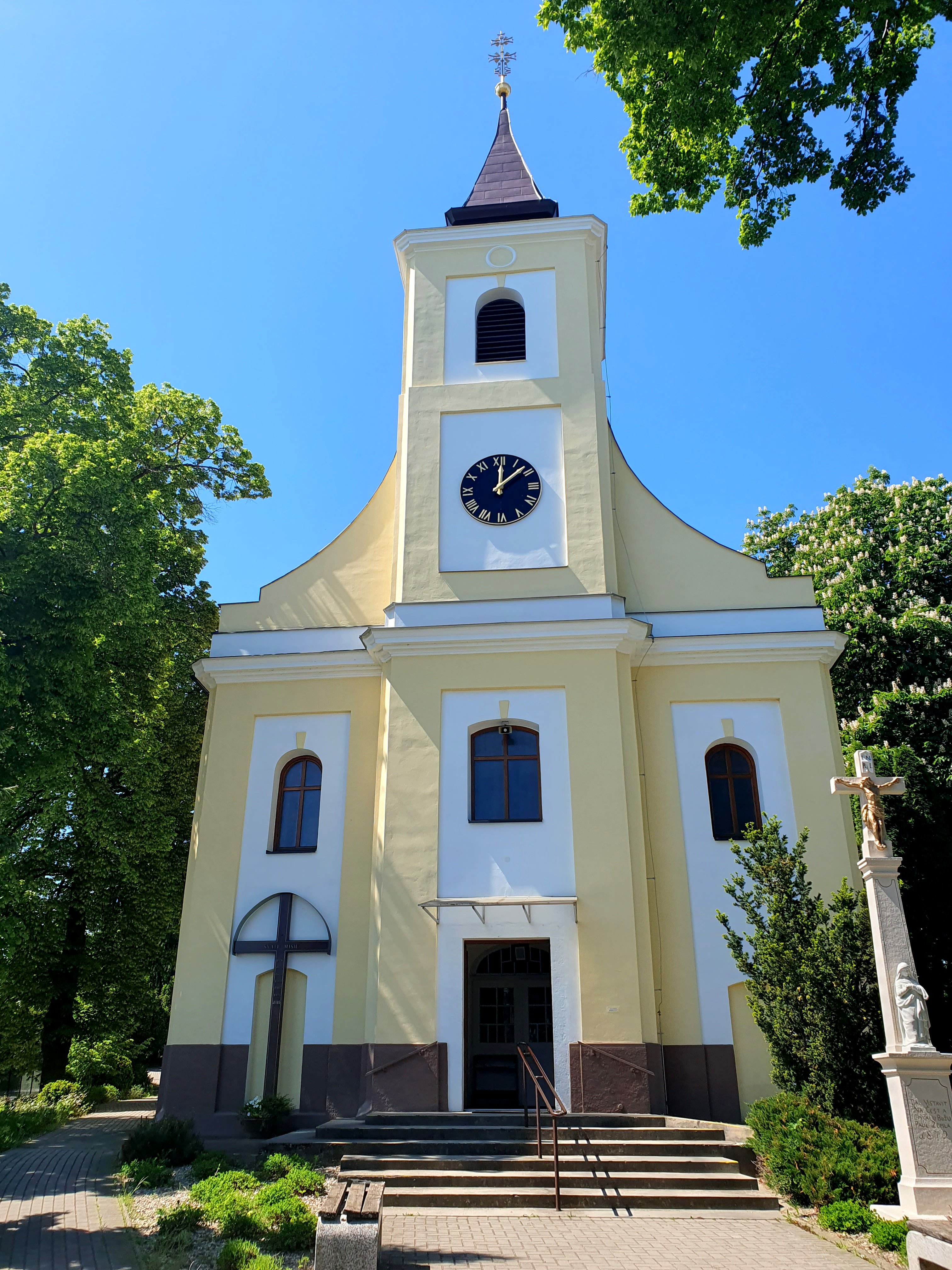
Kirche im Ort

## Geographie
Die Gemeinde befindet sich im Hügelland Trnavská pahorkatina (Teil des slowakischen Donautieflands) am Fluss Dudváh. Das Ortszentrum liegt auf einer Höhe von 150 m n.m. und ist acht Kilometer westlich von Hlohovec sowie 12 Kilometer nordöstlich von Trnava gelegen.

## Geschichte
Trakovice wurde zum ersten Mal 1275 als Korkouch schriftlich erwähnt und gehörte zu verschiedenen Adelsgeschlechtern.

## Bevölkerung
| Jahr                | 1994 | 2004    | 2014     | 2024    |
| ------------------- | ---- | ------- | -------- | ------- |
| Anzahl der Personen | 1253 | 1321    | 1511     | 1539    |
| Unterschied         |      | +5,42 % | +14,38 % | +1,85 % |

| Jahr                | 2023 | 2024    |
| ------------------- | ---- | ------- |
| Anzahl der Personen | 1545 | 1539    |
| Unterschied         |      | −0,38 % |

Ergebnisse nach der Volkszählung 2001 (1296 Einwohner):
| Nach Ethnie: - 99,38 % Slowaken - 0,46 % Tschechen - 0,08 % Polen - 0,08 % Ukrainer | Nach Religion: - 97,61 % römisch-katholisch - 1,08 % evangelisch - 0,85 % konfessionslos - 0,46 % keine Angabe |

## Bauwerke
- Römisch-katholische Kirche St. Stephan der König im klassizistischen Stil von 1811
- Kraftwerk Malženice, im Gemeindegebiet von Trakovice nahe dem Nachbarort Malženice gelegen

## Persönlichkeiten
Söhne und Töchter der Gemeinde:
- Jozef Bokor (1897–1968), SDB, katholischer Priester, Jugendseelsorger, religiöser Gefangener (zu 4 Jahren Gefängnis verurteilt).[4]